# Parrot OS
Parrot OS è una distribuzione GNU / Linux basata su Debian focalizzata su sicurezza, privacy e sviluppo. Parrot OS è utilizzato anche da numerosi penetration tester.

## Nucleo
Parrot si basa sulla distribuzione testing di Debian (Bookworm), con il kernel Linux 5.8. Segue un modello di sviluppo a rilascio continuo.
Gli ambienti desktop sono MATE e KDE, e il gestore di accesso predefinito è LightDM.
Il sistema è certificato per funzionare su dispositivi che dispongono di almeno 256 MB di RAM, ed è adatto sia per  processori a 32 bit (i386) che a 64 bit (amd64). Inoltre è disponibile anche per architetture ARMv7 (armhf).
A giugno 2017, il Parrot Team ha annunciato che stavano considerando la possibilità di passare da Debian a Devuan, specialmente a causa di problemi con systemd.
A partire dal 21 gennaio 2019, il team di Parrot ha iniziato ad abbandonare gradualmente lo sviluppo della propria ISO a 32 bit (i386).
Dall'agosto 2020, il sistema operativo Parrot supporta ufficialmente l'ambiente desktop Xfce.

## Edizioni
Parrot ha molteplici edizioni basate su Debian, con vari desktop enviroments disponibili.

### Parrot Security
Parrot è stato concepito per fornire una suite di strumenti per test di penetrazione, da utilizzare per la mitigazione degli attacchi, la ricerca sulla sicurezza, l'informatica forense e la valutazione delle vulnerabilità.
È stato progettato per eseguire penetration test, valutare e mitigare le vulnerabilità, praticare l'informatica forense e la navigazione web anonima.

### Parrot Home
Parrot Home è l'edizione base di Parrot progettata per l'utilizzo quotidiano, e si rivolge a utenti ordinari che necessitano di un sistema "leggero" sui loro laptop o workstation.
La distribuzione è utile per il lavoro quotidiano. Parrot Home include anche programmi di messaggistica privata, crittografia di documenti e navigazione web in modo anonimo. Il sistema può anche essere usato come punto di partenza per costruire un systemd non apimage.

### Parrot ARM
Parrot ARM è una versione leggera di Parrot per sistemi embedded. È attualmente disponibile per i dispositivi Raspberry Pi.

## Strumenti di Parrot OS
Ci sono molteplici strumenti in Parrot OS che sono appositamente progettati per i ricercatori sulla sicurezza informatica o sono inerenti ai penetration test. Alcuni sono elencati di seguito, altri possono essere trovati sul sito ufficiale.

### Tor
Tor, conosciuto anche come The Onion Router, è una ampia rete che rende anonima la navigazione in Internet. È progettata in modo tale che l'indirizzo IP del client sia nascosto al server che il client sta visitando. Inoltre, i dati e altri dettagli sono nascosti dal fornitore di servizi Internet (ISP) del client. La rete Tor utilizza gli "hops" per criptare i dati tra il client e il server. La rete Tor e il Tor browser sono preinstallati e configurati in Parrot OS.

### Onion Share
Onion Share è un servizio open source che può essere utilizzata per condividere file di qualsiasi dimensione sulla rete Tor in modo sicuro e anonimo. Onion Share genera quindi un lungo URL casuale che può essere utilizzato dal destinatario per scaricare il file tramite rete TOR utilizzando il TOR browser.

### AnonSurf
Anonsurf è un servizio che fa passare le comunicazioni del sistema operativo su Tor o altre reti anonime. Facendo riferimento a Parrot, AnonSurf protegge il tuo web browser e rende anonimo il tuo IP.

## Versioni
Il team di sviluppo non ha specificato alcuna tempistica di rilascio ufficiale, ma in base ai log delle modifiche e alle note incluse nella revisione ufficiale della distribuzione, il progetto verrà sviluppato mensilmente.

### Rilasci
| Data       | Versione                | Soprannome     |
| ---------- | ----------------------- | -------------- |
| 2013-06-10 | The project was started |                |
| 2013-06-17 | Parrot 0.1              | Pre-alpha      |
| 2013-06-22 | Parrot 0.2              | Pre-alpha      |
| 2013-06-30 | Parrot 0.3              | Pre-alpha      |
| 2013-07-10 | Parrot 0.4              | Pre-alpha      |
| 2013-08-22 | Parrot 0.5              | Alpha          |
| 2013-10-21 | Parrot 0.6              | Alpha          |
| 2013-11-12 | Parrot 0.6.5            | Alpha          |
| 2013-12-06 | Parrot 0.7              | Pre-beta       |
| 2014-01-12 | Parrot 0.8              | Beta           |
| 2014-01-24 | Parrot 0.8.1            | Beta           |
| 2014-03-05 | Parrot 0.8.2            | Beta           |
| 2014-04-17 | Parrot 0.8.4            | Beta           |
| 2014-06-25 | Parrot 0.9              | Final beta     |
| 2014-07-21 | Parrot 1.0              | Hydrogen       |
| 2014-09-02 | Parrot 1.1              | Asphalt Dragon |
| 2014-09-11 | Parrot 1.2              | Asphalt Dragon |
| 2014-10-22 | Parrot 1.4              | JailBird       |
| 2014-11-06 | Parrot 1.4.2            | JailBird       |
| 2014-12-12 | Parrot 1.6              | JailBird       |
| 2015-02-05 | Parrot 1.7              | CyberLizard    |
| 2015-02-21 | Parrot 1.8              | CyberLizard    |
| 2015-04-04 | Parrot 1.9              | CyberLizard    |
| 2015-09-12 | Parrot 2.0              | Helium         |
| 2015-09-15 | Parrot 2.0.1            | Helium         |
| 2015-10-06 | Parrot 2.0.4            | Helium         |
| 2015-10-17 | Parrot 2.0.5            | Helium         |
| 2016-01-16 | Parrot 2.1              | Murdock        |
| 2016-02-25 | Parrot 2.2              | Glitch         |
| 2016-06-18 | Parrot 3.0              | Lithium        |
| 2016-07-26 | Parrot 3.1              | Defcon         |
| 2016-10-15 | Parrot 3.2              | CyberSloop     |
| 2016-12-25 | Parrot 3.3              | CyberBrig      |
| 2017-01-01 | Parrot 3.4              | CyberFrigate   |
| 2017-01-02 | Parrot 3.4.1            | CyberFrigate   |
| 2017-03-08 | Parrot 3.5              | CyberGalleon   |
| 2017-05-18 | Parrot 3.6              | JollyRoger     |
| 2017-07-09 | Parrot 3.7              | JollyRoger     |
| 2017-09-12 | Parrot 3.8              | JollyRoger     |
| 2017-10-15 | Parrot 3.9              | Intruder       |
| 2017-12-15 | Parrot 3.10             | Intruder       |
| 2018-01-29 | Parrot 3.11             | Intruder       |
| 2018-05-21 | Parrot 4.0              | stable         |
| 2018-06-04 | Parrot 4.1              | stable         |
| 2018-09-11 | Parrot 4.22             | stable         |
| 2018-11-03 | Parrot 4.3              | stable         |
| 2018-11-25 | Parrot 4.4              | stable         |
| 2019-01-21 | Parrot 4.5              | stable         |
| 2019-01-27 | Parrot 4.5.1            | stable         |
| 2019-04-26 | Parrot 4.6              | stable         |
| 2019-09-18 | Parrot 4.7              | stable         |
| 2020-03-20 | Parrot 4.8              | stable         |
| 2020-04-30 | Parrot 4.9              | stable         |
| 2020-08-16 | Parrot 4.10             | stable         |
| 2021-03-28 | Parrot 4.11             | stable         |
| 2022-03-24 | Parrot 5.0 (LTS)        | Electro Ara    |
| 2022-09-26 | Parrot 5.1 (LTS)        | Electro Ara    |